# NGC 6742
NGC 6742 – mgławica planetarna położona w gwiazdozbiorze Smoka. Została odkryta 8 lipca 1788 roku przez Williama Herschela.
W środku mgławicy znajduje się biały karzeł 20. wielkości o temperaturze ok. 100 000 K. Mimo że jego rozmiary są zbliżone do Ziemi, świeci on ok. 50 razy mocniej niż Słońce.